# Günter Asser
Günter Asser (Berlim, 26 de fevereiro de 1926 – Greifswald, 23 de março de 2015) foi um matemático alemão, professor da Universidade de Greifswald. Publicou diversos volumes sobre filósofos e matemáticos. Suas pesquisas foram focadas em teoria da computabilidade.
Em 1954, com seu orientador de doutorado Karl Schröter, foi co-foundador do periódico Zeitschrift für Mathematische Logik und Grundlagen der Mathematik, que tornou-se depois o Mathematical Logic Quarterly. Em 1977 foi eleito membro da Academia de Ciências da Alemanha Oriental.